# Dubai
|  | Denne artikel omhandler byen Dubai. Artiklen om emiratet Dubai ligger under navnet Dubai (emirat) |
Dubai er en by i de Forenede Arabiske Emirater (UAE) samt hovedstaden i emiratet Dubai. Den har 3.331.420(2020) indbyggere og er dermed den største by i de Forenede Arabiske Emirater. Den ligger ved sydøstkysten af Den Persiske Golf tæt ved grænsen til Emiratet Sharjah, hvis hovedstad Sharjah den er vokset sammen med.

## Historie
Omkring 1830 slog Baniyas-stammen under ledelse af al-Maktoum-familien sig ned her. I 1853 blev Dubai en af The Trucial States. Det blev optaget i FAE den 2. december 1971. Siden begyndelsen af det 19. århundrede var golfområdet vigtigt for Storbritanniens forsvar af sine interesser i Indien. I 1892 indgik englændere en traktat med lokale sheiker om at beskytte deres områder mod udenlandsk aggression. Denne traktat er en væsentlig årsag til at England kunne bevare sin indflydelse i området frem til 1971. Sheik Saeed bin al-Maktoum, som var emir fra 1912 til 1958, blev efterfulgt af sønnen Rashid bin Saeed al-Maktoum. Indtil oliepengene begyndte at komme i 1960'erne, betalte England størsteparten af gildet, og hjalp eksempelvis med opbygning af lokale politistyrker efter engelsk model.
Den 30. november 1971 trak englænderne sig tilbage fra golfen, og bare to dage senere blev De Forenede Arabiske Emirater erklæret for en selvstændig statsdannelse. Den af skeptikerne forudsagte politiske uro og ustabilitet efter tilbagetrækningen udeblev, og FAE fik snart en fremtrædende position i arabisk international politik.

## Geografi

### Klima
Klimaet i Dubai har en meget varm sæson, som strækker sig fra maj til oktober, og en mindre varm sæson fra november til april. Om sommeren passerer temperaturen ofte 45 grader. I ørkenområderne ser man som regel store variationer. På trods af den ringe nedbør er der en tusindårig tradition for mindre landbrug og især havebrug. Siden dannelsen af FAE i 1971 er landbrugsarealet udvidet betydeligt. Det er lidt primitivt sagt alene et spørgsmål om at skaffe det livgivende vand, og der er bygget adskillige kæmpebassiner til at holde på den sparsomme nedbør. Dubai er delvis selvforsynende med grøntsager, fjerkræ, æg og mejeriprodukter. Visse afgrøder bliver oven i købet eksporteret til europæiske markeder. Der er også forsøg med importeret kvæg. Mere end 10 millioner træer og 18 millioner palmetræer er plantet i emiraterne, især i parker og haveanlæg i byområderne. Private kan gratis få træer og planter under dette program. Alt dette er med til at gøre de beboede områder af emiraterne grønne.[kilde mangler]
| Vejr for Dubai                   | Vejr for Dubai | Vejr for Dubai | Vejr for Dubai | Vejr for Dubai | Vejr for Dubai | Vejr for Dubai | Vejr for Dubai | Vejr for Dubai | Vejr for Dubai | Vejr for Dubai | Vejr for Dubai | Vejr for Dubai | Vejr for Dubai |
|                                  | Jan            | Feb            | Mar            | Apr            | Maj            | Jun            | Jul            | Aug            | Sep            | Okt            | Nov            | Dec            | År             |
| -------------------------------- | -------------- | -------------- | -------------- | -------------- | -------------- | -------------- | -------------- | -------------- | -------------- | -------------- | -------------- | -------------- | -------------- |
| Gennemsnitlig maks °C            | 24             | 25             | 28             | 33             | 38             | 40             | 41             | 41             | 39             | 35             | 31             | 26             | 33,4           |
| Gennemsnitlig min °C             | 15             | 16             | 18             | 21             | 25             | 28             | 30             | 31             | 28             | 24             | 20             | 17             | 22,8           |
| Gennemsnitlig nedbør mm          | 19             | 25             | 22             | 7              | 0              | 0              | 1              | 0              | 0              | 1              | 3              | 16             | 94             |
| Kilde (28. august 2016): TurVejr |                |                |                |                |                |                |                |                |                |                |                |                |                |

## Demografi og politik
Dubai er i sandhed multikulturel. Kun ca 20% af indbyggerne er såkaldte "lokale". De resterende 80% kommer fra mere end 100 lande, især fra Indien, Pakistan og Filippinerne. Human Rights Watch beskriver hvordan de fleste af disse lever under umenneskelige forhold .
De etniske og kulturelle kontraster er særdeles tydelige i bybilledet. Dette er også præget af, at der er dobbelt så mange mænd – nogle mener tre gange så mange mænd – som kvinder i Dubai. Den juridiske forskelsbehandling af indbyggere henholdsvis med og uden statsborgerskab blev særlig tydelig for omverdenen, da statsapparatet forsøgte – delvist med succes – at forpurre en sag, hvor tre statsborgere anklagedes for at have voldtaget en udlænding.

## Økonomi
I modsætning til f.eks. Abu Dhabi mangler Dubai et frugtbart bagland, selv om det har et par større oaser. Dubai adskiller sig på flere områder fra de øvrige medlemmer af UAE og QEZ og benævnes ofte Mellemøstens "Singapore" eller "Hong Kong", dels pga sin økonomi, dels pga. sin fantastiske skyline med himmelstræbende skyskrabere. Dubai producerer langt mindre olie end Abu Dhabi og forsøger derfor at fremme sin økonomi ved at fremme industri og serviceerhverv. Man har også indset, at de enorme olieindtægter en dag vil tørre ud, hvorfor man satser voldsomt på andre forretningsområder. Dubai har for eksempel oprettet "Jebel Ali Free Zone" med tilhørende dybsøhavn, hvor virksomheder ikke er underlagt de samme restriktioner (såsom krav om 51 procent ejerskab af en lokal indbygger, skattefrihed og lignende) som i resten af Dubai. Op gennem 90'erne kom omkring 30% af Dubais indkomster fra olien. I dag (2005) kommer kun ca 5% af emiratets indtægter fra olie. Dubai har også udviklet sig til et center for servicebaserede industrier som IT, medier og finans. Regeringen har på det seneste lavet særlige enklaver (såkaldte freezones) for industrielle virksomheder, fx Dubai Internet City og Dubai Media City, hvor man finder virksomheder som Oracle, Microsoft, IBM, CNN, Reuters og AP. I disse områder stilles ikke samme krav til lokal indflydelse i selskaberne.
Dubai er blevet et vigtigt turistområde i Mellemøsten, bl.a. som følge af sit hurtigt voksende luftfartselskab, som ledes af sheik Ahmed bin Saeed al-Maktoum, emirens onkel. Med undtagelse af et par vintermåneder er klimaet meget varmt med små nedbørsmængder. Der ligger mere end 400 hoteller i byen, og flere er på vej – det mest kendte hotel er Burj al-Arab, verdens eneste 7 stjernede hotel.

## Arkitektur og byplanlægning
Dubai er også en by med ekstremer. Her finder man verdens højeste tårn, Burj Khalifa, der med en højde på 828 meter er verdens højeste bygning og menneskeskabte struktur. Ved foden af tårnet ligger Dubai Mall, der med sine 1200 butikker er et af verdens største shoppingcentre. Byen har også en indendørs skibakke i storcentret Mall of the Emirates samt en skøjtebane med olympiske mål i storcentret Dubai Mall. Sidst men ikke mindst er der også det, som byen selv kalder for verdens eneste syv-stjernede hotel Burj al-Arab.
Sejlet i Dubai er 332 meter højt, så det er et af de højeste højhuse i verden [kilde mangler].

## Infrastruktur

### Transport

#### Lufthavne
Dubai International Airport ligger 4 km sydøst for Dubai by. Den blev i 2010 suppleret af Al Maktoum International Airport, der ligger i Jebel Ali ca. 37 km sydvest for Dubai by.